# Perro (Film)
Perro ist ein Dokumentarfilm unter der Regie von Lin Sternal. Der Kinderfilm hatte im Februar 2020 auf der Berlinale seine Weltpremiere in der Sektion Generation Kplus. Der Kinostart ist in Deutschland am 7. April 2022.

## Handlung
Der heranwachsende Perro lebt mit seiner Großmutter in Bangkukuk im Dschungel des südlichen Nicaragua. Trotz aller Abgeschiedenheit ist die indigene Gemeinde mit dem Wandel konfrontiert: Über das Radio erfahren die Menschen vom Plan der Regierung, den fast 300 Kilometer langen Gran Canal zu bauen, der den Atlantik mit dem Pazifik verbinden soll. 120 000 Menschen droht die Zwangsumsiedlung, auch die Heimat von Perro und seiner Oma ist in Gefahr. Die ältere Generation ruft Gott an, Perros Großmutter möchte ihren Enkel mit Gebeten beschützen. Dieser lebt zunächst sein gewohntes Leben weiter, geht fischen, versorgt die Tiere auf der kleinen Farm und streift mit seinen Freunden durch den Dschungel. Als jedoch Perros Lehrer an einen anderen Ort versetzt wird, muss der in sich gekehrte, feinfühlige Junge in die Stadt zu seiner Tante. Er muss sich Abschied und Neubeginn stellen und einen eigenen Weg in eine ihm noch unbekannte Welt finden. Sein Hausschwein Piggy begleitet ihn.

## Produktion
Regie führte Lin Sternal, von der auch das Konzept stammt. Kamerafrau war Julia Hönemann, die Musik komponierte Sebastian Olschewski. Für den Filmschnitt war Iara Rodriguez Vilardebó zuständig. Produzenten waren Stefan Sporbert, Rüdiger Heinze, Lin Sternal, die Herstellung lag in den Händen der Produktionsfirma Zum Goldenen Lamm.
Die Medien- und Filmgesellschaft Baden-Württemberg förderte die Produktion im Februar 2017 mit 105 500 Euro, der Beauftragte der Bundesregierung für Kultur und Medien im Dezember 2016 mit 95 000 Euro.
Gedreht wurde in Nicaragua.

## Titel
Der Arbeitstitel lautete Perro – Growing Up Between Two Worlds.

## Auszeichnungen
Im Rahmen der Berlinale 2020 war der Film für den Berlinale Dokumentarfilmpreis nominiert.